# غدوها (حديبو)

تعديل مصدري - تعديل

غدوها هي إحدى قرى مديرية حديبو التابعة لمحافظة سقطرى، بلغ تعداد سكانها 112 نسمة حسب تعداد اليمن لعام 2004.